# Szahrhamarkar
Szahrhamarkar – tytuł urzędnika w średniowiecznej Persji. Podlegał wuzurk framatarowi, sprawował zwierzchność nad elitą urzędniczą.